# Андреас Кепке
Андреас Кепке (нім. Andreas Köpke, * 12 березня 1962, Кіль) — німецький футболіст, воротар.
Насамперед відомий виступами за клуби «Нюрнберг» та «Олімпік» (Марсель), а також національну збірну Німеччини.
У складі збірної — чемпіон світу, Чемпіон Європи.

## Клубна кар'єра
У дорослому футболі дебютував 1983 року виступами за команду клубу «Шарлоттенбург», в якій провів один сезон, взявши участь у 38 матчах чемпіонату.
Протягом 1984—1986 років захищав кольори команди клубу «Герта».
Своєю грою за останню команду привернув увагу представників тренерського штабу клубу «Нюрнберг», до складу якого приєднався 1986 року. Відіграв за нюрнберзький клуб наступні вісім сезонів своєї ігрової кар'єри. Більшість часу, проведеного у складі «Нюрнберга», був основним голкіпером команди.
Протягом 1994—1996 років захищав кольори команди клубу «Айнтрахт».
1996 року уклав контракт з французьким клубом «Олімпік» (Марсель), у складі якого провів наступні два роки своєї кар'єри гравця. Граючи у складі «Олімпіка» також здебільшого виходив на поле в основному складі команди.
Завершив професійну ігрову кар'єру у клубі «Нюрнберг», у складі якого вже виступав раніше. Прийшов до команди 1999 року, захищав її кольори до припинення виступів на професійному рівні у 2001.

## Виступи за збірну
1990 року дебютував в офіційних матчах у складі національної збірної Німеччини. Протягом кар'єри у національній команді, яка тривала 9 років, провів у формі головної команди країни 59 матчів.
У складі збірної був учасником чемпіонату світу 1990 року в Італії, здобувши того року титул чемпіона світу, чемпіонату Європи 1992 року у Швеції, де разом з командою здобув «срібло», чемпіонату світу 1994 року у США, чемпіонату Європи 1996 року в Англії, здобувши того року титул континентального чемпіона, а також чемпіонату світу 1998 року у Франції.

## Титули і досягнення

### Командні
- Чемпіон світу: 1990
- Чемпіон Європи: 1996
- Віце-чемпіон Європи: 1992

- Чемпіон Другої Бундесліги

### Особисті
- Найкращий футболіст Німеччини (1993)
- Найкращий воротар Європи (1996)
- Найкращий воротар світу за версією МФФІІС (1996)